# Longuda (langue)
Le longuda est une langue adamaoua parlée par les Longuda au Nigeria.